# النادي الأوليمبي المصري
النادي الأوليمبي المصري هو أحد أندية كرة القدم في مصر، ومقره في مدينة الإسكندرية، تأسس في 28 أغسطس 1905 تحت اسم النجمة الحمراء، أسسه علي مخلص الباجوري. وترأسه العديد من الشخصيات العامة السكندرية مثل عبد المنصف محمود باشا 
يعد النادي أحد أعرق الأندية المصرية فهو أول فريق من خارج القاهرة يفوز بالدوري المصري الممتاز وأول نادي مصري يلعب في بطولة دوري أبطال أفريقيا ووصل في هذه البطولة للمربع الذهبي ولكنه انسحب من البطولة بسبب حرب عام 1967م وصعد إلى البطولة بصفته بطل الدوري المصري 1966.
الوان النادي هي الأحمر والأبيض حيث يرمز الأحمر للكفاح والأبيض للسلام.

## تاريخ
تأسس النادي الأوليمبي عام 1905 على يد علي مخلص الباجوري والذي كان قد عاد من إنجلترا بعد حصوله على ما يعادل الثانوية العامة هناك كان معجبا بالرياضة وخصوصا كرة القدم وكان أول مقر للنادي شقة صغيرة بمحرم بك وسمي النادي النجمة الحمراء وأدخل موظفي الجمارك في عضويته حيث أنه كان موظفا بها واختار الأستاذ سامي حسين مدير الجمارك أول رئيس للنادي وفي عام 1915 تم تغير اسم النادي إلى نادي موظفي الحكومة وفي عام 1924 تولى النبيل عباس حليم وكان من العائلة المالكة رئاسة بعثة مصر لدورة باريس الأوليمبية عام 1924 وكان رئيس اللجنة المصرية وهناك وجد أبطال النادي الأولمبي يحرزون مراكز متقدمة في ألعاب الملاكمة والمصارعة ورفع الأثقال وكرة القدم فأعجب بهذا النادي وبعد عودة البعثة المصرية تم عمل جمعية عمومية وتم تغير اسم النادي إلى الاسم الحالي النادي الأوليمبي المصري بالإسكندرية أما أول ملعب لكرة القدم بالنادي فكانت في أرض الملاحة برأس التين ومكانه الآن مستشفى القوات البحرية.
وانتقل النادي إلى مكانه الحالي وكانت تسمى تلك المنطقة بتلال الحضرة عام 1928 ومن الطرائف أن مساجين سجن الحضرة قد قاموا بتمهيد الأرض وتسويتها بعد أن كانت عبارة عن تلات وجبال وبدا النادي في مكانة الحالي بملعب كرة القدم والتنس وصالة الألعاب الأوليمبية الشهيرة التي أخرجت الأبطال الأوليمبيين والدوليين وكان للنادي باب واحد فقط يطل على ميدان وأبور المياه (أحمد زويل الآن) حيث كان الترام يمر منه قادم من محطة الرمل عن طريق شارع السلطان حسين.
وفي عام 1930 تولى رئاسة النادي حسن باشا صبري شقيق الملكة نازلي وخال الملك فاروق وكان محبا للرياضة فضم نخبة ممتازة من لاعبي كرة القدم من الاتحاد والترام والسكة الحديد والزمالك واستطاع أن يفوز ببطولة كأس مصر مرتين متتاليتين 32/1933 فاز على الأهلي بالقاهرة 3/1 وعام 33/1934 فاز على المختلط (الزمالك) 1/0
كانت مساحة النادي 5.5 فدان حتى عام 1963 عندما تولى الفريق أول / سليمان عزت قائد القوات البحرية رئاسة النادي فقام في العام التالي بضم الأرض المجاورة للنادي والتي بها الآن حديقة الأعضاء والمبني الاجتماعي حتى وصلت المساحة إلى ما يقرب من 8.5 فدان وضم نادي البحرية إلى النادي الأوليمبي وفي عهده فاز النادي ببطولة الدوري العام لكرة القدم موسم 65/1966 كأول نادي خارج القاهرة يفوز بهذه البطولة باللاعبين (ضياء نصر – السيد محسن – مصطفى شتا – محمود بكر – السكران – البوري – سعيد قطب كابتن الفريق – بدوي عبد الفتاح – حلمي سليمان – بحر جاسور – فاروق السيد – سعد موسي – عز الدين يعقوب هداف الفريق – محمود بدوي – إسماعيل اليمني – عادل حميده – أحمد زنجر – كلاوي)
وكان النادي الأوليمبي هو أول نادي اشترك في بطولة الأندية الأفريقية أبطال الدوري عام 1967 وفاز على الهلال السوداني ولم تستكمل المسابقة لظرف حرب 1967.

## الألقاب والإنجازات
الدوري المصري الممتاز
- البطل : 1966
- المركز الثالث : 1978

كأس مصر
- البطل: 1933، 1934
- الوصيف 1960، 1967

دوري أبطال أفريقيا
- ربع النهائي 1967

## الطاقم الإداري

### رؤساء النادي
تولى رئاسة النادي الأوليمبي عبر تاريخه 23 رئيساً وهم:
- حسين سامي من الفترة 1905- 1926
- حسين باشا صبري من الفترة 1930- 1936
- محمد باشا حسين من الفترة 1936- 1937
- عباس حلمي علي عدة فترات حتى عام 1947
- عبد المنصف باشا محمود من الفترة 1947- 1953
- حسين صبحي من الفترة 1953- 1963
- سليمان عزت من الفترة 1963- 1967
- أحمد بدر من الفترة 1967- 1971
- عبد العزيز مصطفى من الفترة 1971- 1975
- الصاوي عيسي من الفترة 1975 : 1976
- صلاح الانجباوي من الفترة 1976 : 1980
- فاروق جرانة من الفترة 1980 : 1983
- كمال القرماني من الفترة 1983 : 1984
- إبراهيم شحاتة الجويني على عدة فترات حتى عام 1994
- محمود بكر على عدة فترات حتى عام 2002
- إسماعيل اليمني من الفترة 1989 : 1990
- طاهر القويري من الفترة 1998 :2000
- أحمد السويسي من الفترة 2000 : 2002
- كرم كردي من الفترة 2002 : 2006
- أحمد صابر سليم من الفترة 2006 :2008
- أحمد عفيفي  من 2008 إلى 2012
- طارق السيد من 2012 إلى 2021
- ناصر الشاذلي من 2021 إلى الآن

## الأنشطة الرياضية الأخرى
يوجد بالنادي عدة ألعاب راضية أخرى :(كرة يد – السباحة – كاراتيه – تايكوندو – رفع أثقال – كرة سلة – ملاكمة – مصارعة – تنس طاولة ) وتوجد مدارس متخصصة لكافة الألعاب.

### كرة اليد
- بطولة كأس مصر موسم 1967 وموسم 1997.
- بطل دوري المحترفين لكرة اليد تحت 21 عام موسم 2017.

### السباحة
- أبطال السباحة للمسافات الطويلة ببطولة العام والمانش وكابري نابولي وكندا واوهريد وسباق النيل.

### الملاكمة
- أبطال الملاكمة بالبطولات العسكرية وأفريقيا والبحر المتوسط والعديد من أبطال المصارعة ورفع الأثقال.

### الألعاب الأولمبية
ويعد النادي الأوليمبي أحد أبرز الأندية المصرية وأكثرها على الإطلاق حصداً للميداليات الأوليمبي لمصر، حيث حصد أبطال النادي 9 ميداليات أوليمبية من أصل 31 ميدالية حصدتها مصر منهم 5 ذهبيات من أصل 7 ميداليات حصدتها مصر في تاريخها الأوليمبي حتى عام 2018 والأبطال هم :
الذهبية:
- المصارع إبراهيم مصطفى دورة أمستردام بهولندا عام 1928
- الرباع أنور مصباح رفع أثقال دورة برلين بألمانيا عام 1936
- الرباع إبراهيم شمس رفع أثقال دورة لندن ببريطانيا عام 1984
- الرباع محمود فياض رفع أثقال دورة لندن ببريطانيا عام 1984
- المصارع كرم جابر مصارعة روماني دورة أثينا باليونان عام 2004 وهي آخر ميدالية ذهبية لمصر حتى الآن.

البرونزية:
- الرباع وصيف إبراهيم رفع أثقال دورة برلين بألمانيا عام 1936
- الرباع إبراهيم شمس رفع أثقال دورة برلين بألمانيا عام 1936
- الملاكم عبد المنعم الجندي ملاكمة دورة روما بإيطاليا عام 1960
- تامر صلاح تايكوندو دورة أثينا باليونان عام 2004